# Безвідхідна технологія
Безвідхідна технологія (рос. безотходная технология; англ. wastless technology, non-refuse technology; нім. abproduktfreie Technologie f) — сукупність технічних, технологічних способів, методів і прийомів переробки сировини, матеріалів, що забезпечує повне їх використання на даному підприємстві для виробництва кінцевої продукції споживчих товарів без будь-яких відходів.
Безвідхідна технологія — напрямок комплексного використання корисних копалин та захисту навколишнього середовища від забруднень, за якого забезпечується максимальне вилучення (видобування) з сировини всіх цінних компонентів та мінімальне виділення або повна відсутність відходів у твердому, рідинному чи газоподібному станах.
У нафтовій промисловості, напр., пластова вода використовується для підтримування пластового тиску. Із впровадженням Т.б. на основі міжгалузевої кооперації з видобутої руди або вугілля, окрім отримання основного компонента, супутніх кольорових і чорних металів, можливе виробництво будівельних матеріалів, матеріалу для дорожніх покриттів, хімічних продуктів, добрив, а також використання порід відвалів для закладення виробленого простору шахт і т. ін.